# Convolvulus atriplicifolius
Convolvulus atriplicifolius là một loài thực vật có hoa trong họ Bìm bìm. Loài này được (Hallier f.) House mô tả khoa học đầu tiên năm 1908.